# Polens senat

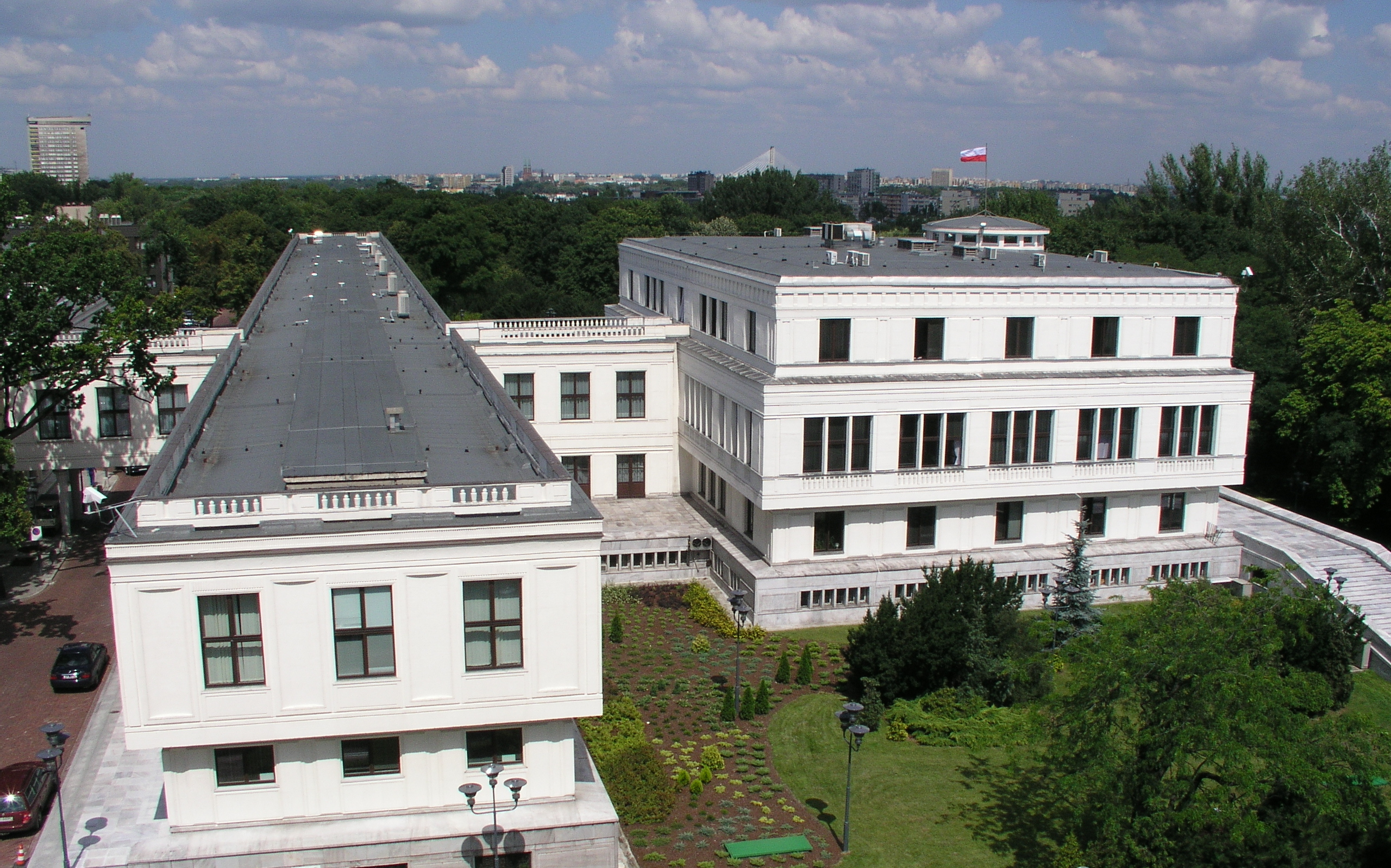
Polska senaten.

Polens senat är en av den polska nationalförsamlingens två kamrar och består av 100 platser. Ledamöterna väljs på fyra år vid allmänna val. Senaten står över sejmen.